# Hilda Zonetts Lopp
Hilda Zonetts Lopp är ett travlopp som körs på Bergsåkers travbana i Sundsvall i Västernorrlands län i december varje år sedan 2007. Loppet körs till minne av stjärnstoet Hilda Zonett. Det körs över distansen 2 640 meter med autostart, men har vid ett par tillfällen körts över såväl 2 140 som 3 140 meter. Förstapris är 200 000 kronor.

## Vinnare
| År   | Häst          | Kusk             | Tränare               | Tid    | Odds  | Tvåa               | Trea               |
| ---- | ------------- | ---------------- | --------------------- | ------ | ----- | ------------------ | ------------------ |
| 2024 | Dundee As     | Magnus A. Djuse  | Alessandro Gocciadoro | 1.14,5 | 2,06  | Weekend Fun        | Fortune Mearas     |
| 2023 | Great Skills  | Daniel Wäjersten | Daniel Wäjersten      | 1.13,2 | 1,19  | Phoenix Photo      | Titan Yoda         |
| 2022 | Ferrari Sisu  | Conrad Lugauer   | Conrad Lugauer        | 1.14,1 | 7,71  | Milliondollarrhyme | Pinto Bob          |
| 2021 | Selmer I.H.   | Samu Sundqvist   | Gabriella Laestander  | 1.13,6 | 2,72  | Spickleback Face   | On Track Piraten   |
| 2020 | Selmer I.H.   | Samu Sundqvist   | Ingemar Hultqvist     | 1.14,3 | 12,35 | Grainfield Aiden   | Esprit Sisu        |
| 2019 | Digital Ink   | Robert Bergh     | Robert Bergh          | 1.16,7 | 11,64 | Global Trustworthy | Disco Volante      |
| 2018 | Zenit Brick   | Mika Forss       | Timo Nurmos           | 1.16,0 | 1,24  | On Track Piraten   | West Wing          |
| 2017 | Nuncio        | Stefan Melander  | Stefan Melander       | 1.12,0 | 2,87  | Tobin Kronos       | Poochai            |
| 2016 | Knows Nothing | Ulf Ohlsson      | Reijo Liljendahl      | 1.12,0 | 3,95  | Västerbo Loveboat  | Increased Workload |
| 2015 | Traveling Man | Per Linderoth    | Daniel Redén          | 1.14,3 | 1,60  | Narold Vox         | Amazon Am          |
| 2013 | Nahar         | Robert Bergh     | Robert Bergh          | 1.18,0 | 1,33  | Merlino Grif       | Malliot            |